# Елемер Беркеші
Елемер Беркеші (угор. Berkessy Elemér, 20 червня 1905, Орадя — 7 липня 1993, Барселона)  — угорський футболіст, що грав на позиції півзахисника. По завершенні ігрової кар'єри — футбольний тренер. Виступав, зокрема, за клуби «Ференцварош», «Барселона», а також національну збірну Угорщини. Дворазовий чемпіон Угорщини, володар Кубка Мітропи. 

## Клубна кар'єра
У дорослому футболі дебютував 1921 року виступами за команду клубу «Орадя», в якій провів два сезони. Далі захищав кольори команди клубу УКАС (Петрошань), у складі якої в 1925 році став переможцем Араду і срібним призером першості Румунії.
Змінивши ще декілька румунських клубів, потрапив до складу угорського «Ференцвароша». Приєднався до команди наприкінці сезону 1927-28, тому встигнув завоювати титули чемпіона (1 матч) і володаря Кубка Угорщини (3 матчі). В тому ж 1928 році Елемер здобув престижний міжнародний трофей — Кубок Мітропи, турнір для найсильніших клубів центральної Європи. У чвертьфіналі команда розгромила югославський БСК — 7:0, 6:1, а у півфіналі була переможена австрійська «Адміра» (2:1, 1:0). У фіналі «Ференцварош» здолав ще один австрійський клуб  — «Рапід» (7:1, 3:5). Беркеші зіграв в усіх 6 матчах турніру, а загалом у Кубку Мітропи в 1928 - 1930 роках він зіграв 10 поєдинків. 
Ще один чемпіонський титул Беркеші виграв з «Ференцварошем» у 1932 році, у своєму останньому сезоні в команді. В тому чемпіонаті він відіграв лише один матч, а загалом у складі клубу в 1928–1932 роках відіграв в усіх змаганнях 81 матч і відзначився чотирма голами. 
З 1932 по 1934 рік грав у складі клубу «Расінг» (Париж), а з 1934 по 1936 рік  — у «Барселоні», за яку відіграв 28 матчів і забив 3 м'ячі у Прімері.
Завершив професійну ігрову кар'єру у клубі «Гавр», за команду якого виступав протягом 1936—1937 років.

## Виступи за збірну
У листопаді 1928 року дебютував в офіційних матчах у складі національної збірної Угорщини у матчі Центральноєвропейського кубку проти Швейцарії (3:1). Хоча перший матч за збірну зіграв трохи раніше  — у вересні 1928 року проти Чехословаччини (1:6), але той цей матч не ввійшов до офіційного реєстру. Протягом кар'єри у національній команді, яка тривала 3 роки, Беркеші провів у формі головної команди країни 7 матчів.

## Кар'єра тренера
Розпочав тренерську кар'єру, очоливши тренерський штаб клубу « Татабанья». Також працював з угорськими клубами  «Шалготьян», «Тіса» (Сегед), «Ференцварош» і «Сегеді». Загалом у вищому угорському дивізіоні Беркеші провів у ролі тренера 74 матчі. 
Першим іноземним клубом для Беркеші у тренерській кар'єрі став французький «Расінг» (Париж). Надалі він певний час працював у Італії у командах «Віченца», «Б'єллезе», «Ріміні», «Про Патрія», «Розіньяно Сольвай». Опісля тренував клуби «Реал Сарагоса», «Грімсбі Таун», «Беєрсхот»,  «Еспаньйол» і «Сабадель». В іспанській Примері і Сегунді на його рахунку 99 проведених матчів біля тренерського керма. 
Помер 7 липня 1993 року на 89-му році життя у місті Барселона.

## Статистика виступів за збірну
| Дата       | Місто    | Господарі | Результат | Гості          | Турнір                   | Голи | Примітки |
| ---------- | -------- | --------- | --------- | -------------- | ------------------------ | ---- | -------- |
| 01/11/1928 | Будапешт | Угорщина  | 3 – 1     | Швейцарія      | Кубок Центральної Європи | -    |          |
| 24/02/1929 | Коломб   | Франція   | 3 – 0     | Угорщина       | товариський матч         | -    |          |
| 01/06/1930 | Будапешт | Угорщина  | 2 – 1     | Австрія        | товариський матч         | -    |          |
| 08/06/1930 | Будапешт | Угорщина  | 6 – 2     | Нідерланди     | товариський матч         | -    |          |
| 21/09/1930 | Відень   | Австрія   | 2 – 3     | Угорщина       | товариський матч         | -    |          |
| 28/09/1930 | Дрезден  | Німеччина | 5 – 3     | Угорщина       | товариський матч         | -    |          |
| 26/10/1930 | Будапешт | Угорщина  | 1 – 1     | Чехословаччина | товариський матч         | -    |          |
| Усього     |          | Матчів    | 7         |                | Голів                    | 0    |          |

## Титули і досягнення

### Як гравця
- Чемпіон Угорщини (1):

«Ференцварош»:  1927-28, 1931-32
- Володар Кубку Угорщини (1):

«Ференцварош»:  1927-28
- Володар Кубка Мітропи (1):

«Ференцварош»:  1928